# SN 1998el
SN 1998el – supernowa odkryta 22 października 1998 roku w galaktyce A032101-4133. W momencie odkrycia miała maksymalną jasność 19,60m.